# Kałowice
Kałowice est une localité polonaise de la gmina de Zawonia, située dans le powiat de Trzebnica en voïvodie de Basse-Silésie.